# Silometopus
Silometopus là một chi nhện trong họ Linyphiidae.